# Driedaagse Brugge-De Panne 2019
De Belgische wielerwedstrijd Driedaagse Brugge-De Panne werd in 2019 voor de mannen gehouden op woensdag 27 maart en voor de vrouwen op donderdag 28 maart. De start van de onder de naam AG Driedaagse Brugge-De Panne verreden koers was in Brugge en de finish in De Panne.

## Mannen
De 43e editie voor de mannen werd over 200,3 kilometer verreden als onderdeel van de UCI World Tour 2019. De Italiaan Elia Viviani, winnaar in 2018 en deze editie als derde gefinisht, werd op de erelijst opgevolgd door de Nederlander Dylan Groenewegen.

### Deelnemende ploegen
| World Tour teams                       | Pro Continentaal           |
| -------------------------------------- | -------------------------- |
| Deceuninck–Quick-Step                  | Cofidis, Solutions Crédits |
| Astana Pro Team                        | Corendon-Circus            |
| BORA-hansgrohe                         | Total Direct Énergie       |
| CCC Team                               | Israel Cycling Academy     |
| Team EF Education First p/b Cannondale | Roompot-Charles            |
| Lotto Soudal                           | Sport Vlaanderen-Baloise   |
| Mitchelton-Scott                       | Vital Concept-B&B Hotels   |
| Movistar Team                          | Wallonie Bruxelles         |
| Team Dimension Data                    | Wanty-Gobert               |
| Team Jumbo-Visma                       |                            |
| Team Katjoesja Alpecin                 |                            |
| Team Sky                               |                            |
| Team Sunweb                            |                            |
| Trek-Segafredo                         |                            |
| UAE Team Emirates                      |                            |

### Uitslag
| Plaats  | Naam                 | Ploeg                    | Tijd     |
| ------- | -------------------- | ------------------------ | -------- |
| Winnaar | Dylan Groenewegen    | Team Jumbo-Visma         | 4u36'32" |
| 2       | Fernando Gaviria     | UAE Team Emirates        | z.t.     |
| 3       | Elia Viviani         | Deceuninck–Quick-Step    | z.t.     |
| 4       | Nacer Bouhanni       | Cofidis                  | z.t.     |
| 5       | Justin Jules         | Wallonie Bruxelles       | z.t.     |
| 6       | Kristoffer Halvorsen | Team Sky                 | z.t.     |
| 7       | Jonas Van Genechten  | Vital Concept-B&B Hotels | z.t.     |
| 8       | Luka Mezgec          | Mitchelton-Scott         | z.t.     |
| 9       | Giacomo Nizzolo      | Team Dimension Data      | z.t.     |
| 10      | Mike Teunissen       | Team Jumbo-Visma         | z.t.     |

## Vrouwen
De tweede editie voor de vrouwen werd over 134,4 kilometer verreden als onderdeel van de UCI Women's World Tour 2019 in de categorie 1.WWT. De Belgische Jolien D'Hoore, winnaar in 2018 en deze editie geen deelneemster, werd op de erelijst opgevolgd door de Nederlandse Kirsten Wild.

### Deelnemende ploegen
| UCI-teams          | UCI-teams                          | UCI-teams      |
| ------------------ | ---------------------------------- | -------------- |
| Alé Cipollini      | Doltcini-Van Eyck Sport            | Team Sunweb    |
| Astana             | FDJ Nouvelle-Aquitaine Futuroscope | Team Tibco     |
| Bigla              | Health Mate-Cyclelive              | Team Virtu     |
| Boels Dolmans      | Mitchelton-Scott                   | Trek-Segafredo |
| BTC City Ljubljana | Movistar Team                      | Valcar-Cylance |
| Canyon-SRAM        | Lotto Soudal Ladies                | WNT-Rotor      |
| CCC-Liv            | Parkhotel Valkenburg               |                |

### Uitslag
| Plaats  | Naam              | Ploeg                              | tijd     |
| ------- | ----------------- | ---------------------------------- | -------- |
| Winnaar | Kirsten Wild      | WNT-Rotor                          | 3u13'07" |
| 2       | Lorena Wiebes     | Parkhotel Valkenburg               | z.t.     |
| 3       | Lotte Kopecky     | Lotto Soudal Ladies                | z.t.     |
| 4       | Lotta Lepistö     | Trek-Segafredo                     | z.t.     |
| 5       | Susanne Andersen  | Team Sunweb                        | z.t.     |
| 6       | Elisa Balsamo     | Valcar-Cylance                     | z.t.     |
| 7       | Marta Bastianelli | Team Virtu                         | z.t.     |
| 8       | Emilia Fahlin     | FDJ Nouvelle-Aquitaine Futuroscope | z.t.     |
| 9       | Arlenis Sierra    | Astana                             | z.t.     |
| 10      | Marianne Vos      | CCC-Liv                            | z.t.     |

1977 · 1978 · 1979 · 1980 · 1981 · 1982 · 1983 · 1984 · 1985 · 1986 · 1987 · 1988 · 1989 · 1990 · 1991 · 1992 · 1993 · 1994 · 1995 · 1996 · 1997 · 1998 · 1999 · 2000 · 2001 · 2002 · 2003 · 2003 · 2004 · 2005 · 2006 · 2007 · 2008 · 2009 · 2010 · 2011 · 2012 · 2013 · 2014 · 2015 · 2016 · 2017 · 2018 · 2019 · 2020 · 2021 · 2022 · 2023 · 2024

Lijst van beklimmingen
Tour Down Under ·
Great Ocean Road Race ·
Ronde van de Verenigde Arabische Emiraten ·
Omloop Het Nieuwsblad ·
Strade Bianche ·
Parijs-Nice · 
Tirreno-Adriatico · 
Milaan-San Remo ·
Ronde van Catalonië ·
Driedaagse Brugge-De Panne ·
E3 BinckBank Classic ·
Gent-Wevelgem ·
Dwars door Vlaanderen ·
Ronde van Vlaanderen ·
Ronde van het Baskenland ·
Parijs-Roubaix ·
Amstel Gold Race ·
Ronde van Turkije ·
Waalse Pijl ·
Luik-Bastenaken-Luik ·
Ronde van Romandië ·
Eschborn-Frankfurt ·
Ronde van Italië ·
Ronde van Californië ·
Critérium du Dauphiné ·
Ronde van Zwitserland ·
Ronde van Frankrijk ·
Clásica San Sebastián ·
Ronde van Polen ·
RideLondon Classic ·
BinckBank Tour ·
Ronde van Spanje ·
EuroEyes Cyclassics ·
Bretagne Classic ·
GP van Quebec ·
GP van Montreal ·
Ronde van Lombardije ·
Ronde van Guangxi
 Strade Bianche ·
 Ronde van Drenthe ·
 Trofeo Alfredo Binda-Comune di Cittiglio ·
 Driedaagse Brugge-De Panne ·
 Gent-Wevelgem ·
 Ronde van Vlaanderen ·
 Amstel Gold Race ·
 Waalse Pijl ·
 Luik-Bastenaken-Luik ·
 Ronde van Chongming ·
 Ronde van Californië ·
 Emakumeen Bira ·
 The Women's Tour ·
 Ronde van Italië voor vrouwen ·
 La Course by Le Tour de France ·
 RideLondon Classic ·
 Open de Suède Vårgårda ·
 Ronde van Noorwegen ·
 Bretagne Classic ·
 Boels Rental Ladies Tour ·
 La Madrid Challenge by La Vuelta ·
 Ronde van Guangxi